# Byliniak glinik
Byliniak glinik (Rhopalus parumpunctatus) – gatunek pluskwiaka z podrzędu różnoskrzydłych, rodziny wysysowatych (Rhopalidae) i rodzaju wysys.

## Budowa ciała
Owad ma ciało długości od 5,5 do 7,6 mm. Strona grzbietowa jest żółtobrązowa z bezbarwną i czarną punktacją. Spodnia natomiast żółta bądź żółtozielona, niekiedy z czerwonymi plamkami. Odnóża oraz czułki żółte, czarno nakrapiane.

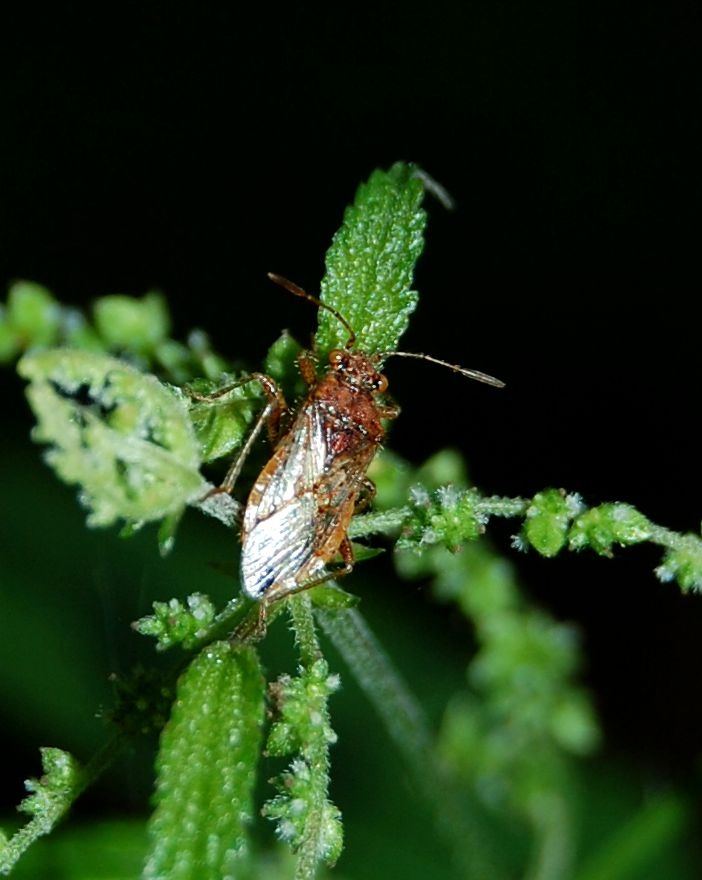
Wysys Rhopalus parumpunctatus

## Ekologia i występowanie
Pluskwiak ten jest fitofagiem. Charakteryzuje go też polifagizm, gdyż odławiany jest z roślin należących do ponad 20 rodzin. Najczęściej odławia się go z astrowatych i bobowatych.
Owad ten występuje prawie w całej Europie. W Polsce pospolity w całym kraju.